# Jasper (Indiana)
Jasper es una ciudad ubicada en el condado de Dubois en el estado estadounidense de Indiana. En el Censo de 2010 tenía una población de 15038 habitantes y una densidad poblacional de 440 personas por km².

## Geografía
Jasper se encuentra ubicada en las coordenadas 38°23′37″N 86°56′24″O / 38.39361, -86.94000. Según la Oficina del Censo de los Estados Unidos, Jasper tiene una superficie total de 34.18 km², de la cual 33.94 km² corresponden a tierra firme y (0.69%) 0.24 km² es agua.

## Demografía
Según el censo de 2010, había 15038 personas residiendo en Jasper. La densidad de población era de 440 hab./km². De los 15038 habitantes, Jasper estaba compuesto por el 93.6% blancos, el 0.38% eran afroamericanos, el 0.18% eran amerindios, el 0.87% eran asiáticos, el 0.03% eran isleños del Pacífico, el 4.02% eran de otras razas y el 0.92% pertenecían a dos o más razas. Del total de la población el 7.67% eran hispanos o latinos de cualquier raza.